# Área de Conservação da Paisagem de Vormsi
A Área de Conservação da Paisagem de Vormsi é uma reserva natural situada na Ilha de Vormsi, Condado de Lääne, Estónia.
A sua área é de 2.423 hectares.
A área protegida foi designada em 2007 para proteger a natureza da Ilha Vormsi.